# 鼻節神社

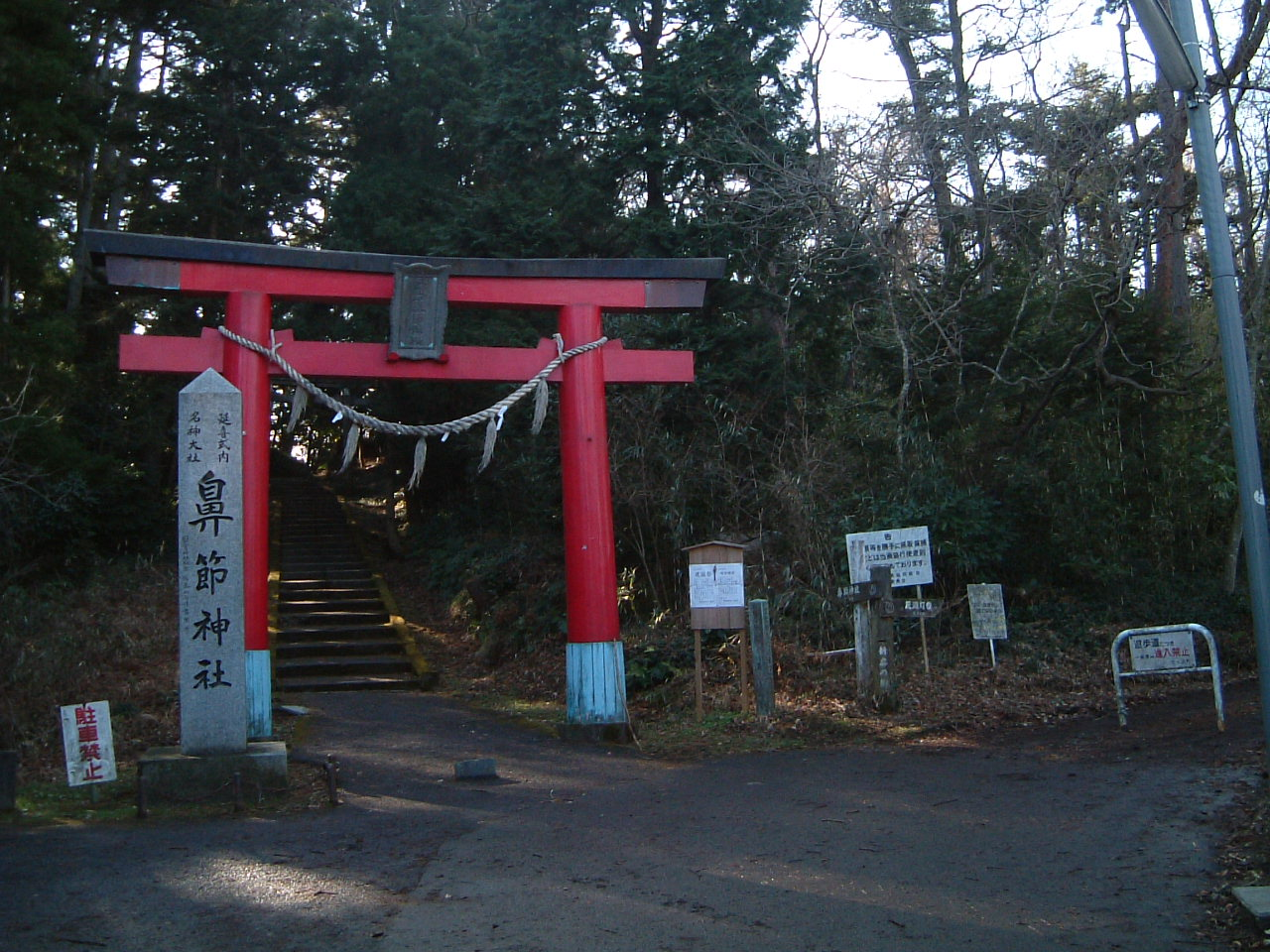
一の鳥居
鳥居奥の階段を上がると二の鳥居があり、そこの分岐を右の海岸へ降りる方へ行くのが表参道、左に行くのが裏参道である。
写真の右手方向の小道を400～500m行くと花淵灯台と鼻節神社旧址がある。

鼻節神社（はなぶしじんじゃ）は、宮城県宮城郡七ヶ浜町にある神社。式内社（名神大社）で、旧社格は村社。
松島湾と仙台湾を分ける七ヶ浜半島の東端、仙台湾側に面した垂水山（たるみずやま）に鎮座する。海上安全の神徳により航路の守り神として信仰されている。

## 祭神
- 猿田彦命 - 岐神（ふなどのかみ）

元文3年（1738年）記の『鼻節大明神の御縁起』によれば、鼻節神社の社名は猿田彦命の鼻が高く、節があったことに由来するという。同様の記述は『鹽社由来追考』や『鹽竈社神籍』などの鹽竈神社社誌にも見られる。『鹽竈社縁起』では「鹽竈六所明神」で、猿田彦命、事勝国勝命、塩土老翁、岐神、興玉命、太田命の同体異名の6座であるとするが、この説によれば『延喜式内陸奥一百座』が指摘するように、鹽竈神社祭神の塩土老翁神と鼻節神社祭神の猿田彦命は同一の神であることになる。
尚、隣の地区の吉田浜地区にある吉田神社の祭神は天宇受売命であり猿田彦命とは夫婦神ともいわれる。

### 異説
猿田彦命以外の神を祭神とするものもある。
享保18年（1733年）に完成した『神名帳考証』は木花開耶姫と埴安神とし、その理由を「鼻」は「花」と言う言葉に通じて木花開耶姫を指し、「節」は「泥（うき）」の音に通じて埴安神を指すとする。もっとも、同書を基に書かれた『陸奥式社考』は祭神欄を空白にしており、それはこの説に疑義があったからではないかとの考察がある。
『日本風土記』においては、祭神は多力雄神となっている。安永元年（1772年）の『封内風土記』巻之四によれば、この説は地元民の話とは合わないと述べており、享保4年（1719年）の『奥羽観蹟聞老志』巻之七にも同様の記述がある。また、万延元年（1860年）の『新撰陸奥風土記』は、『日本風土記』において祭神が多力雄神とされているが、現在は多力雄神、猿田彦神、和多都美神の3座であると述べている。

## 歴史

### 創建
社伝によれば、鹽竃神社と同じという神が神代に存し、御舟にて鼻節浜に上陸、孝安天皇の時代に「ほうが崎」に鎮座があり、舒明天皇2年（630年）に初めて圭田（祭祀用として天子から賜る田）43束を奉り神事を行ったという。その後光仁天皇の宝亀元年（770年）、ほうが崎は風が強く、度々社殿が破損したので現在の鎮座地である垂水山に移ったとされる。

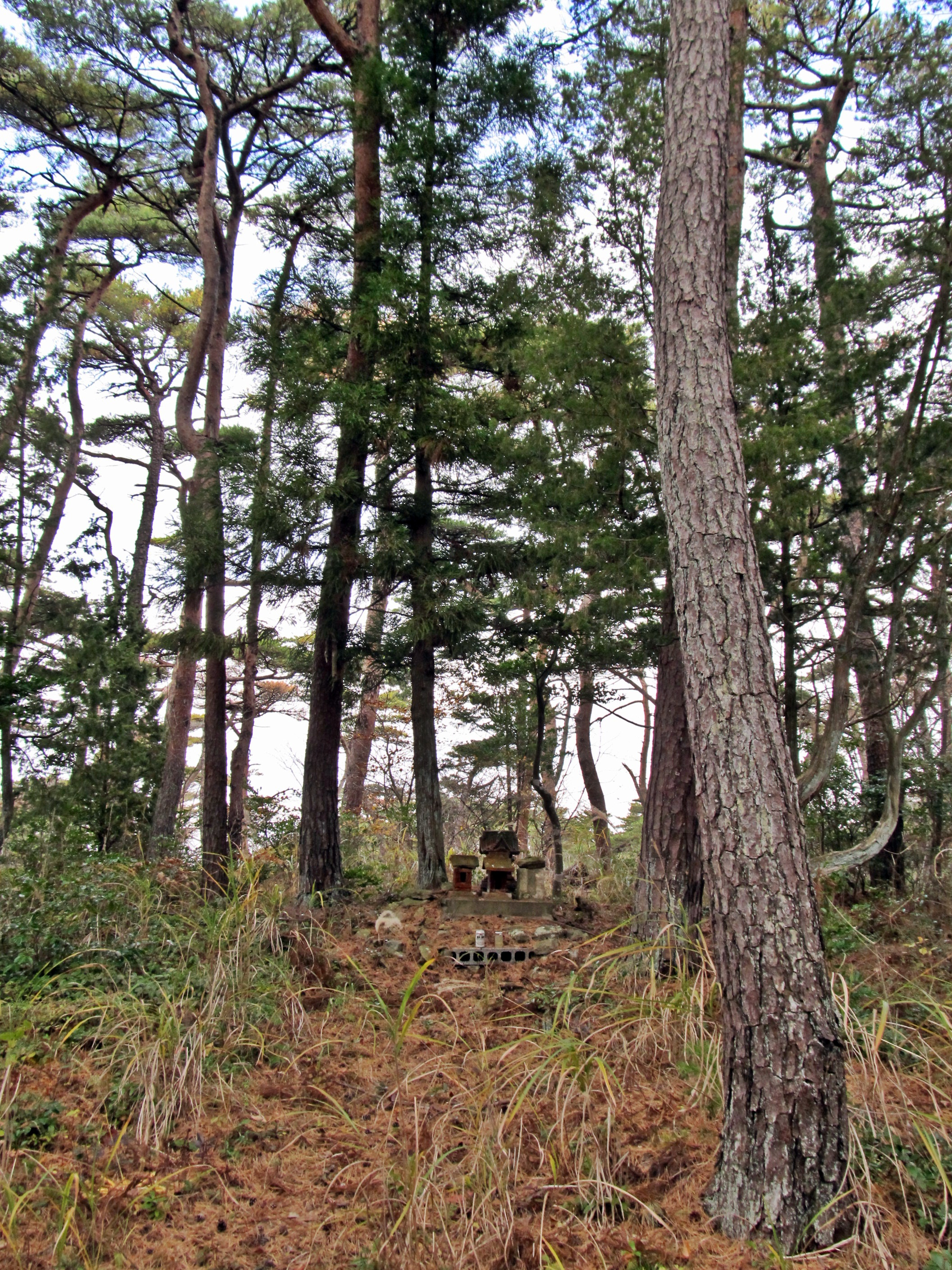
旧址 遠景 花淵灯台の北側の林の中に鎮座。
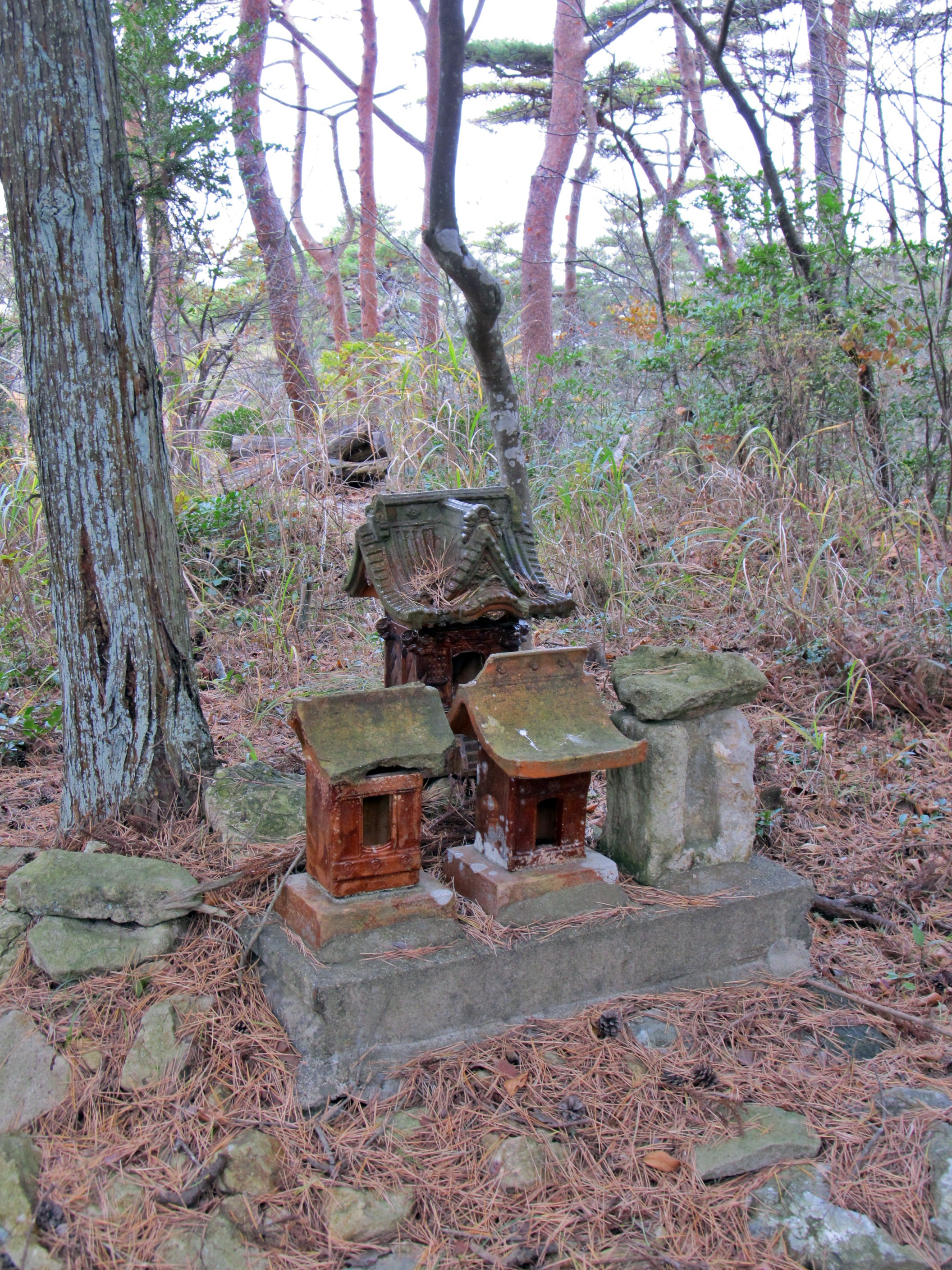
旧址 一番右の石祠が元宮と伝わる。

### 概史
『続日本後紀』の承和11年（844年）8月17日条では、霊験ありとして無位から従五位下へ神階を陞叙せられた。延長5年（927年）の『延喜式神名帳』では「陸奥国宮城郡 鼻節神社 名神大」と記載され名神大社に列した。
なお、平安時代中期成立の『枕草子』に出てくる「はなふちの社」は当社を指し、その杜が「活田の社」や「龍田の社」などの名社と共に数えられていることから、都人にも知られ朝野の崇敬を受けた神社であったとする説がある。さらに『朝野群載』には、神事の過穢が原因で祟りがあったため、鼻節神社に使者を遣わし、中祓を科して祓え清めるべしとの康和5年（1103年）6月10日付けの神祇官奏上が記載されているが、この奏上によって都から神官が下向して祓い清めたという。
鎌倉時代に入り、伊沢家景が源頼朝から陸奥留守職に任じられ、伊沢氏は家景の子である家元の代より「留守」姓を名乗るようになる。以後、留守氏は鹽竈神社の管理権を掌握し、鹽竈神社の別当である塩竈神宮寺も支配したが、同時期に当社は留守氏家臣にして花淵城主でもあった土豪花淵氏累代による尊崇があり、社殿の造営や祭事の興行がしばしば行われていたという。
その後、多賀国府も有名無実となって花淵氏も当地を去ったために当社も衰運を辿り、正確な時期は分からないが遂に鹽竈神社の末社とされた。仙台藩四代藩主綱村が元禄6年（1693年）に編纂させた『鹽竈社縁起』にも当社が鹽竈神社の末社であると記載されている。
明治元年（1868年）に社殿を修復した際、境内において、陸奥国府である多賀城で使用されていた国府厨印（こくふくりやのいん）が発見された。
明治5年（1872年）5月には近代社格制度において村社に列し、明治40年（1907年）3月には神饌幣帛料供進社に指定された。また旧来、鹽竈神社の末社と称し、『別当法蓮寺記』や『鹽社由来追考』などの鹽竈神社社誌にもその14末社の一つとして記載されてきたが、明治10年（1877年）3月に改めて国幣中社志波彦神社鹽竈神社の摂社に定められた。

### 神階
- 承和11年（844年）8月17日、無位から従五位下 （『続日本後紀』）

### その他
仙台・宮城デスティネーションキャンペーン（2008年10月1日-12月31日）に合わせて、町が当神社を含めたガイドブックを作るなどして観光に力を入れていたところ、同時期に連載・放送された人気漫画およびアニメ『かんなぎ』に出てくる神社のモデルが当神社ではないかとファンが推察し、参拝客が5倍にまで増加した。平成21年（2009年）の初詣の時期には、日本各地のみならず、香港からもファンが参拝に訪れていた。

## 境内

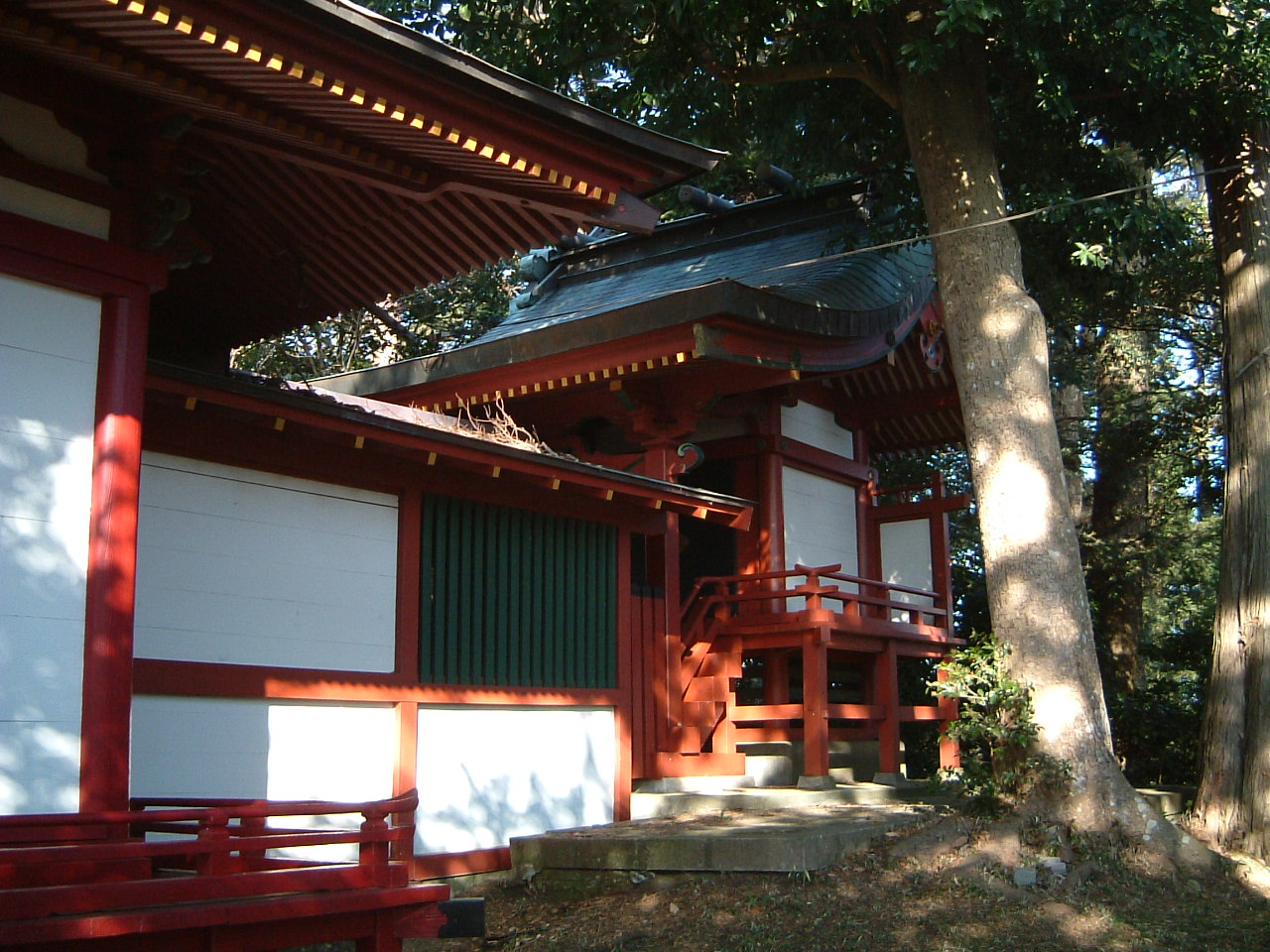
本殿と幣殿 奥に見える流造の社殿が本殿。中央が幣殿で手前は拝殿。

## 摂末社

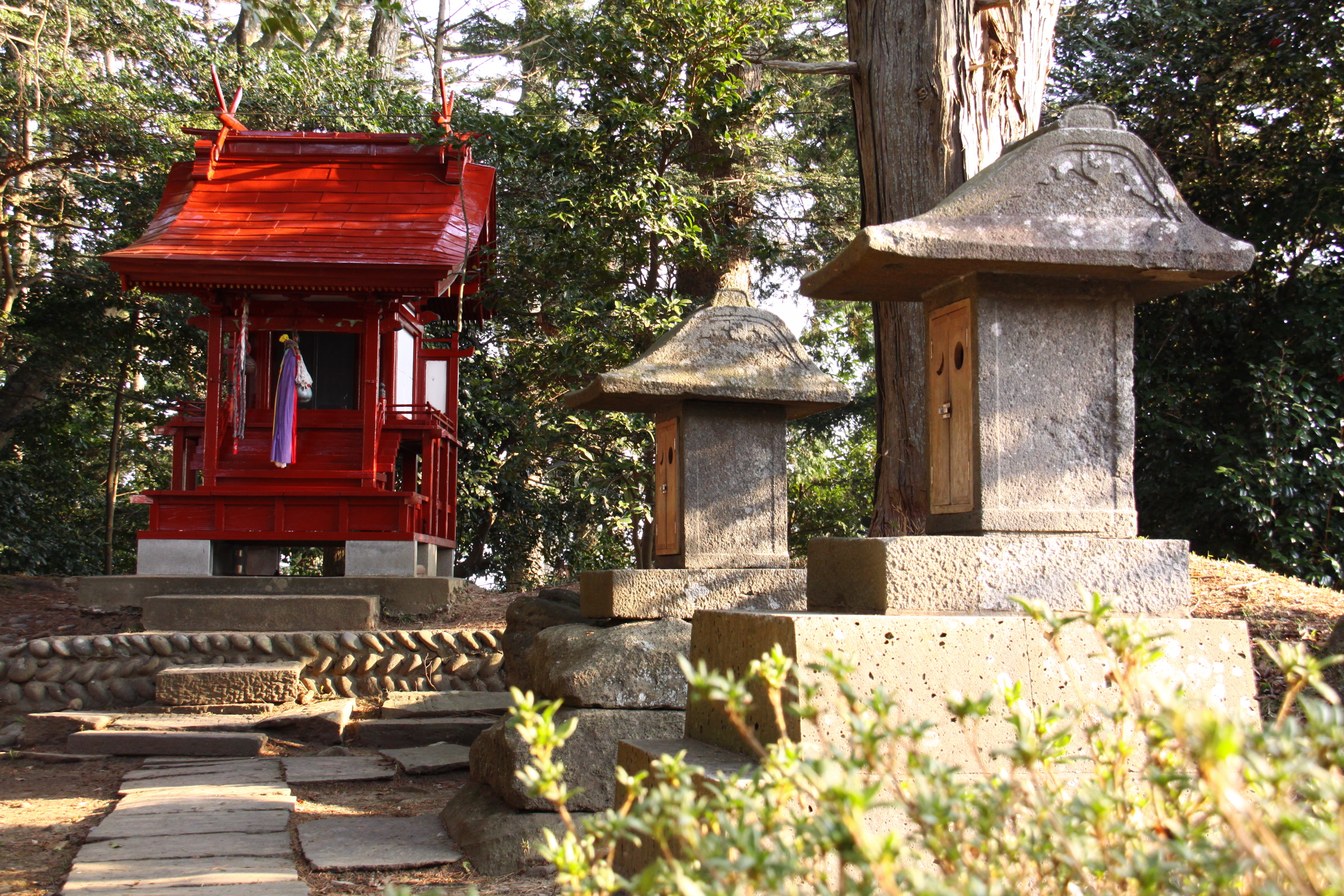
八幡神社と大根神社、左右宮
奥に見える朱塗りの社殿が八幡神社。右に見える石祠が大根神社で、八幡神社に近い側が右宮、遠い側が左宮。

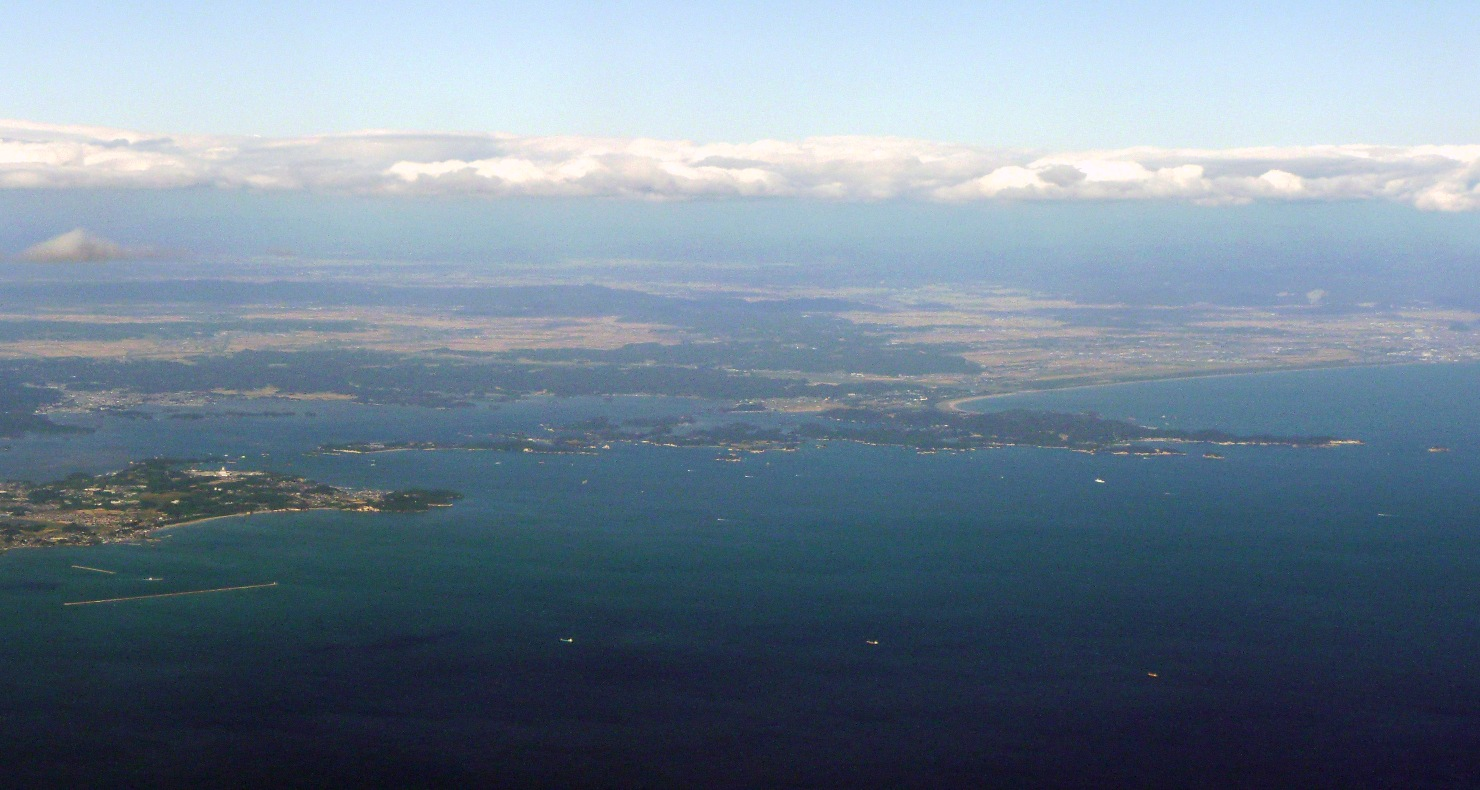
松島湾の湾口部 空撮（2009年10月）
写真左側から延びる七ヶ浜半島先端の丘陵上に鼻節神社がある。大根岩は写真中央の海底にある。

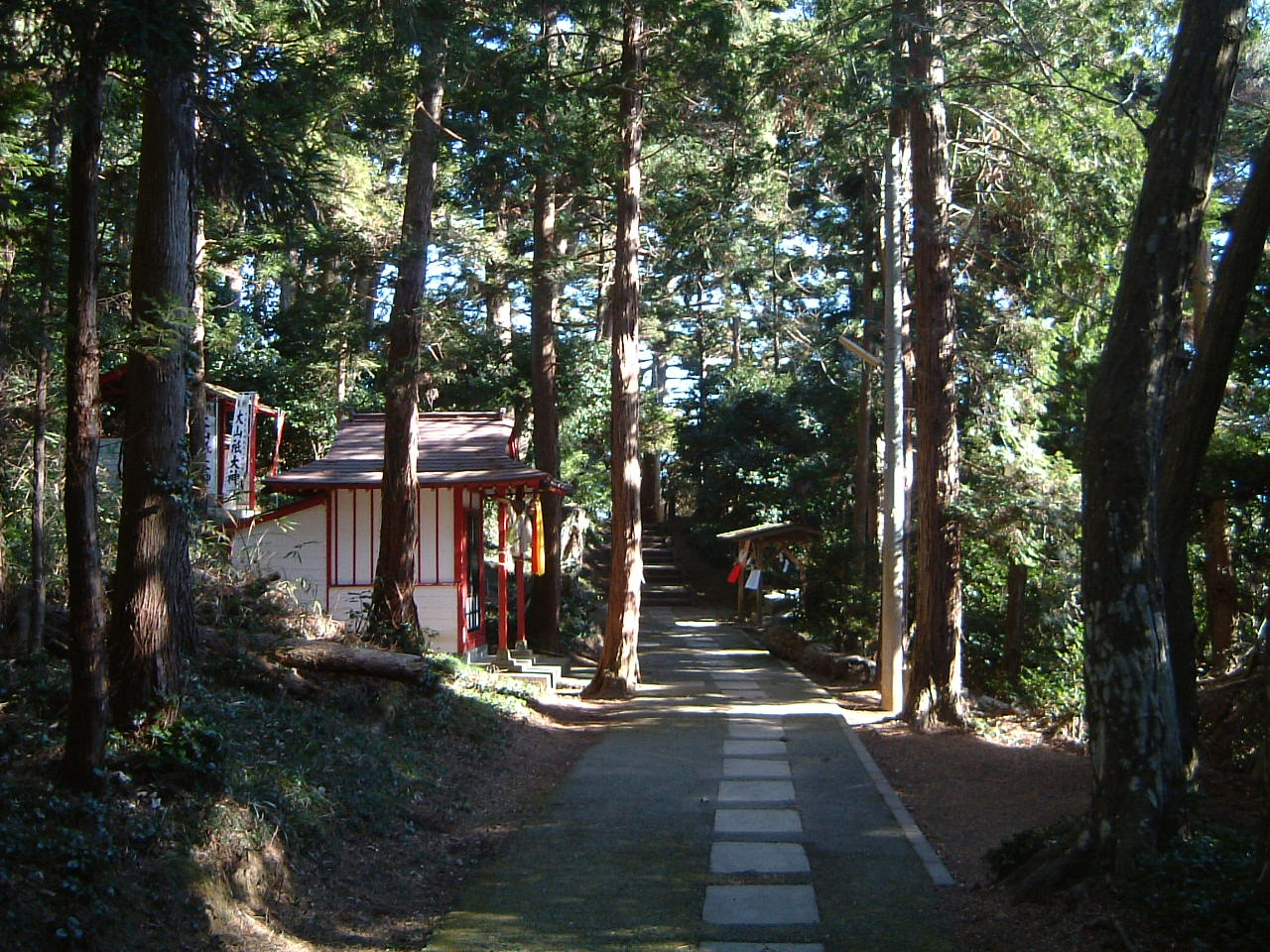
裏参道
中央やや左に見えるのが神馬舎で、中には神馬の木像がある。神馬舎向こう左奥にあるのが山神社、三月田稲荷神社、天神社の社殿。右奥に見えるのは手水舎。

境内には八幡神社、大根神社、山神社、三月田稲荷神社、天神社がある。
- 八幡神社

創建年月日は不明であるが、花淵城主の崇敬社と伝えられている。祭神は応神天皇に源義家を合祀する所ありと言う。
- 東・西大根神社

東・西大根神社は、花淵崎の東沖7kmの海底にある南北2.5km、東西2.5kmの大根岩岩礁を境内とする神社（北緯38度16分4.2秒 東経141度8分51.1秒）で、猿田彦命・大海津見神・住吉神を祭神とする（岩礁の位置は右画像も参照）。『鹽竈社神籍』は鼻節神社を鹽竈神社14末社の1つであるとするが、『鹽社由来追考』はこの大根神社を14末社の1つとする説もあると紹介している。
『宮城県管内神社式内調』によれば、現在、境内社として存在する大根神社左右宮の石祠は沖合い海底にある神社の遥拝所であるとし、大根岩岩礁には2町を隔てて「西ノ宮」と「東ノ宮」の2社があるとしている。また、春頃の干潮時には海底に社殿玉垣等が彷彿と見え、これこそが真の鼻節神社であると述べている。
鼻節神社の当初の境内がこの大根神社にあったとする説により、海底にある同社は鼻節神社「奥の院」とも呼ばれている。その説によれば、貞観11年5月26日（ユリウス暦869年7月9日）に発生した貞観地震により、津波と地盤沈下によって境内が水没したため御殿山の現・花淵灯台に隣接してある石祠の地（北緯38度17分39.5秒 東経141度5分4.5秒）に遷宮し、その後、現在地に遷宮したとされる（北緯38度17分45.9秒 東経141度5分5.3秒）。地元新聞の特集記事においても、石の楼閣が2つ建っていたものが大地震で海底に沈んだとする同様の伝承を紹介している。
松島湾の湾口は、七ヶ浜町の東端と、対岸の東松島市の宮戸島（大高森）の南端によって形成されている。鼻節神社は七ヶ浜町東端の岬の高台に建っているが、対岸の宮戸島の南沖には現在も大根島が存在しており、松島湾口の対岸同士で「大根」が対であった可能性がある。なお、当社が垂水山にあるのに対し、対岸の宮戸島には垂水鼻という岬がある。
旧暦6月1日には、潮流激しい沖合い境内の海底に潜って社殿付近からアワビを取り、その中で最大のものを新鮮な神饌として遥拝所に御供する神事「大根明神祭」が行われる（神事の模様は七ケ浜町、「しちがはま祭事記」を参照）。
- 山神社

大山祗神を祭神とし、元々は字山神に鎮座していたが、明治42年（1909年）6月14日に合祀され、平成元年（1989年）に裏参道脇に造営された新社殿の右宮に分離祭祀された。
- 三月田稲荷神社・天神社

三月田稲荷神社は保食神を祭神として字三月田に、天神社は菅原道真を祭神として代ヶ崎浜字八ヶ森に元々鎮座していたが、両社とも明治42年（1909年）7月8日に合祀された。平成元年（1989年）裏参道脇に造営された新社殿の左宮に、「一つ宮」として一緒に分離祭祀された。

## 文化財

### 七ヶ浜町指定文化財

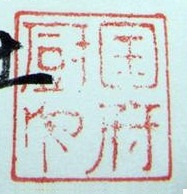
「国府厨印」印字レプリカ
鼻節神社の御朱印に押印されているものを抜粋。

- 国府厨印（こくふくりやのいん）

明治元年（1868年）境内において発見された大きさ4cm四方、厚さ1cmで頭部に丸い”つまみ”が付いた銅印。社殿修復中に偶然発見されたもので、この地に陸奥国府の多賀城の厨があり、海産物の調達に際して使用されていた可能性がある。
明治13年（1880年）の鹽竈神社宮司遠藤信道による国府厨印に関する考証がある。それによると国司の品外の官である主厨の用いた物ではないかとし、主厨は伊勢、安房、陸奥、四国、九州などの海産物を例貢とする国々に置かれた品外正八位相当の官職で、任地にあって例貢の御贄および諸具を掌っていたが、弘仁14年（823年）の論争により廃止され、承和7年（840年）以降は大宰府に限り配置が許されたので、この厨印は承和7年以前に当神社を崇敬した花淵氏の先代が陸奥国の主厨に任ぜられて厨倉を浜辺に立てて例貢を奉献、その後、縁故あって当神社に伝わったのではないかと推察している。また遠藤は同「考証」において、国府厨印は鼻節神社の屋根替えの際に梁の上に結び付けられた状態で発見され、発見時には他に2・3個の古印があったが、この厨印を除いて紛失したと報告している。
明治天皇の第2次東北巡幸の際、宮城県知事の内命で叡覧に供したこともある鼻節神社の社宝であるが、現在は七ヶ浜町歴史資料館が管理している。

## 現地情報
所在地
- 宮城県宮城郡七ヶ浜町花淵浜字誰道1

交通アクセス
- 東日本旅客鉄道（JR東日本）仙石線 多賀城駅・下馬駅・本塩釜駅からバス

周辺
当社周辺には、「祭田」、「正月田」、「二月田」、「三月田」等の地名があり、これらは旧神田や社領の遺名であるとされ、他にも「社敷場」という地もあり、そこや「祭田」は年始節句など神事の田であったと推定されることからも神社の盛大を偲ぶに足るものがあるという。なお、「正月田」は東宮浜新田原囲本作にあったと言う。尚、隣の地区である吉田浜地区に鎮座する吉田神社の主祭神は夫婦神とされる天宇受賣命(アメノウズメノミコト)が祀られている。
- 花淵灯台
- 高山外国人避暑地
- 七ヶ浜国際村